# Rad-Weltcup der Frauen 1998
Der Rad-Weltcup der Frauen 1998 war die 1. Austragung des Rad-Weltcups der Frauen, einer vom Weltradsportverband UCI ausgetragenen Serie der wichtigsten Eintagesrennen im Straßenradsport der Frauen. Die Fahrerinnenwertung gewann die Litauerin Diana Žiliūtė vom Team Ebly.

## Rennen
| Datum         | Rennen                                       | Siegerin (Fahrerinnen) | Führende (Fahrerinnenwertung) |
| ------------- | -------------------------------------------- | ---------------------- | ----------------------------- |
| 29. März      | Sydney World Cup                             | Deirdre Demet-Barry    | Deirdre Demet-Barry           |
| 7. Juni       | Liberty Classic                              | Petra Rossner          | Deirdre Demet-Barry           |
| 13. Juni      | Coupe du Monde Cycliste Féminine de Montréal | Diana Žiliūtė          | Diana Žiliūtė                 |
| 9. August     | Trophée International                        | Alessandra Cappellotto | Diana Žiliūtė                 |
| 13. September | Ladies Tour Beneden-Maas                     | Diana Žiliūtė          | Diana Žiliūtė                 |
| 27. September | Damen-Weltcup Grand Prix Tell                | Sulfija Sabirowa       | Diana Žiliūtė                 |

## Fahrerinnenwertung
|     | Fahrer                 | Team                       | Punkte |
| --- | ---------------------- | -------------------------- | ------ |
| 1.  | Diana Žiliūtė          | Ebly                       | 271    |
| 2.  | Alessandra Cappellotto | Acca Due O-Lorena Camichie | 134    |
| 3.  | Deirdre Demet-Barry    | Saturn Cycling Team        | 126    |
| 4.  | Elisabeth Vink         | Niederlande                | 87     |
| 5.  | Edita Pučinskaitė      | Litauen                    | 87     |
| 6.  | Petra Rossner          | Québec-Air Transat         | 84     |
| 7.  | Sulfija Sabirowa       | Acca Due O-Lorena Camichie | 75     |
| 8.  | Catherine Marsal       | Mimosa                     | 75     |
| 9.  | Jeannie Longo-Ciprelli | Ebly                       | 63     |
| 10. | Karen Bliss-Livingston | Saturn Cycling Team        | 59     |